# 祝士彬
祝士彬（1944年—），男，北京人，中国演员，中华全国总工会文工团演员，大众电影百花奖最佳男配角得主。